# 派克鎮區 (愛荷華州馬斯卡廷縣)
派克鎮區（英語：Pike Township）是位於美國愛荷華州馬斯卡廷縣的一個行政鎮區。

## 地方資料
根據2010年美國人口普查的數據，派克鎮區的面積為120.00平方千米，當中陸地面積為118.10平方千米，而水域面積為1.90平方千米。當地共有人口823人，而人口密度為每平方千米6.86人。